# Cadillac Escala
A ne pas confondre avec Cadillac Escalade, Renault Scala ou Škoda Scala.
La Cadillac Escala est un concept car construit par Cadillac pour le Pebble Beach Concours d'Elegance 2016. Dernière d'un trio de concept cars initialement conçu en 2007, elle est précédée par les Cadillac Ciel et Cadillac Elmiraj, qui avaient fait leurs débuts en 2011 et 2013 respectivement. L'Escala présente le futur langage de conception de Cadillac, étant une évolution de la philosophie de conception Art et Science utilisée sur ses voitures depuis plus d'une décennie.
L'Escala a été annoncée pour la première fois via une bande-annonce vidéo le 15 août 2016. Son nom, révélé un jour avant ses débuts publics, dérive du mot espagnol pour échelle. Cela fait référence à l'Escala utilisant une version allongée de la plate-forme Omega de la Cadillac CT6, étant environ six pouces plus longues que cette dernière. La voiture a été dévoilée lors d'un cocktail à Carmel-by-the-Sea, Californie, le 18 août 2016, en présence du président de Cadillac, Johan de Nysschen, du vice-président du design global de GM, Michael Simcoe, et du directeur exécutif du design global de Cadillac, Andrew Smith, avec plusieurs autres dirigeants.
Bien qu'elle n'ait pas encore été officiellement confirmée pour la production, elle a été décrite par de Nysschen comme "un ajout potentiel à notre plan produit existant" dans un communiqué de presse, son destin ultime étant déterminé par la fertilité du marché phare des berlines de luxe. Cependant, elle présente un aperçu de la conception, du groupe motopropulseur et d'autres caractéristiques techniques avancées actuellement en développement qui devraient apparaître sur d'autres voitures de production Cadillac à venir.

## Aperçu

### Extérieur
L'extérieur, peint dans une finition brun noirâtre "Gaia" nacré à neuf couches, associe des éléments de design de l'époque Art et Science de Cadillac à des éléments plus contemporains, étant la première Cadillac à disposer de phares horizontaux depuis que la Cadillac Seville a été abandonnée en 2004. Cela a été fait pour donner à la voiture un look plus sobre et harmonieux, dans lequel la simplicité est un thème prédominant dans le design de l'Escala. Ils sont complétés par deux bandes verticales de feux de circulation diurne OLED placés juste en dessous des phares. Un emblème Cadillac monotone orne la calandre en maille tridimensionnelle, ornée de plusieurs écussons miniatures. La voiture est conçue en tant que toit rigide à quatre portes avec une ligne de toit arrière en pente, donnant une apparence plus athlétique, avec un aspet de coupé quatre portes à l'arrière. Lorsque le coffre est ouvert, le plancher de chargement se soulève pour faciliter l'accès aux bagages. Également présent sur le montant C de la voiture est le kink Hofmeister, un trait rarement vu pour une Cadillac, rendant peut-être hommage aux fastback Cadillac de la fin des années 1940. Les feux arrière verticaux caractéristiques de Cadillac sont retravaillés, maintenant ajoutés avec une bande horizontale. Elle repose sur des roues à rayons bicouches de 22 pouces, équipées de pneus de 20 pouces co-développés avec Michelin sur lesquels le chevron Cadillac est exclusivement gravé sur la bande de roulement du pneu. Le nouveau bouclier avant devrait faire son chemin vers les modèles de production de Cadillac à partir de fin 2018.

### Intérieur
L'intérieur «à double personnalité» fabriqué à la main est conçu spécifiquement pour combiner les équipements de technologie pour le conducteur et le confort des passagers arrière en une seule automobile. Un large écran OLED incurvé à trois couches développé avec Samsung s'étend sur le tableau de bord dans le compartiment conducteur, tout en étant accompagné d'écrans plus petits et rétractables à l'arrière des sièges avant pour les passagers arrière. Le toit normal est remplacé par un toit panoramique en verre, qui, avec l'absence de montants B, donne à la voiture une sensation plus «aérée» associée aux hardtops Cadillac des années 1950 aux années 1970. Une grande partie du rembourrage, y compris les dossiers des sièges, le panneau de porte et le tableau de bord inférieur, est en cuir gris pâle similaire à ceux utilisés dans les costumes de créateurs, contrastés par de la laine blanche tissée. La célèbre déesse volante Cadillac, conçue par William Schnell en 1930 et apparue pour la dernière fois dans les années 1950, revient après une longue interruption sous la forme d'une gravure sur le contrôleur d'infodivertissement en verre de la voiture, qui remplace l'ancien système CUE.

### Groupe motopropulseur
L'Escala est propulsée par un moteur V8 4,2 litres moteur à arbre à cames en tête double à double turbocompresseur exclusif à Cadillac développant 500 chevaux, qui devrait être introduit en tant qu'option de moteur plus puissante dans la CT6. Le moteur utilise le nouveau système de désactivation des cylindres Active Fuel Management de General Motors, permettant au moteur de fonctionner sur quatre cylindres pour une meilleure efficacité énergétique. La voiture partage la plate-forme Omega moteur à l'avant et roues arrière motrices en matériaux mixtes avec la CT6, bien qu'elle soit agrandie de 4,7 pouces, ce qui donne à la voiture une longueur totale de 6,5 pouces supplémentaire par rapport à cette dernière.

## Médias
L'Escala a été présentée dans une publicité Cadillac comme un symbole de ce à quoi ressemblera l'avenir de Cadillac.